# Hanna Bechstedt
Hanna Bechstedt (* 28. August 1952 als Hanna Mönig) ist eine deutsche Schauspielerin, Hörspiel- und Synchronsprecherin.

## Leben
Hanna Mönig wurde ab Mitte der 1970er Jahre als Schauspielerin beim Fernsehen der DDR sowie als Hörspielsprecherin beim Rundfunk der DDR und ab den 1980er Jahren auch als Synchronsprecherin tätig. Mitte der 1980er Jahre wechselte ihr Name zu Hanna Bechstedt. Nach der deutschen Wiedervereinigung war sie überwiegend als Synchronsprecherin aktiv. Insgesamt lieh sie in 190 Rollen ihre Stimme.

## Filmographie (Auswahl)

### Schauspielerin
- 1976: Polizeiruf 110: Der Fensterstecher (Fernsehreihe)
- 1981: Trompeten-Anton (Fernsehfilm)
- 1984: Kaskade rückwärts
- 1985: Zahn um Zahn (Fernsehserie, 1 Episode)
- 1985: Außenseiter (Fernsehfilm)
- 1986: Zahn um Zahn (Fernsehserie, 1 Episode)
- 1986: Ein idealer Gatte (Studioaufzeichnung)
- 1989: Die gläserne Fackel (Fernsehserie, 2 Episoden)
- 1991: Lord Hansi (Fernsehfilm)
- 1991: Polizeiruf 110: Thanners neuer Job (Fernsehreihe)
- 1998: Das vergessene Leben (Fernsehfilm)

### Synchronisation
- 1997–2001: Disneys Große Pause als „Miss Grotke“
- 1999–2000: Star Trek: Deep Space Nine: Deborah Lacey als „Sarah Sisko“

## Hörspiele
- 1975: Mircea Ştefănescu: Prinz Schön – Tränenkind (Mädchen) – Regie: Walter Niklaus (Kinderhörspiel – Rundfunk der DDR)
- 1975: Nadeshda Dragowa/Parwan Stefanow: Frauenjahre (Katja) – Regie: Albrecht Surkau (Hörspiel – Rundfunk der DDR)
- 1975: Jukka Pakkanen: Der Weihnachtsmann – Regie: Edith Schorn (Hörspiel – Rundfunk der DDR)
- 1976: Hans Siebe: Schrott – Regie: Walter Niklaus (Kriminalhörspiel – Rundfunk der DDR)
- 1976: Ulrich Waldner: Es regnet – Regie: Klaus Zippel (Hörspiel aus der Reihe Tatbestand – Rundfunk der DDR)
- 1976: Hannelore Lauerwald: Auf Station 23 (Petra) – Regie: Walter Niklaus (Hörspiel – Rundfunk der DDR)
- 1976: Hans-Ulrich Lüdemann: Keine Irrfahrt für Odysseus oder Erinnerungen eines gewissen Kautz – Regie: Fritz Göhler (Hörspiel – Rundfunk der DDR)
- 1976: Josef Škvorecký: Tod einer Tänzerin (Zdarska) – Regie: Günter Bormann (Kriminalhörspiel/Kurzhörspiel – Rundfunk der DDR)
- 1976: Alfonso Sastre: Rote Erde (Ines) – Regie: Helmut Hellstorff (Hörspiel – Rundfunk der DDR)
- 1976: Torsten Enders: Um Elf in der Französischen (Gisela) – Regie: Manfred Täubert (Kinderhörspiel – Rundfunk der DDR)
- 1982: Charles Dickens: Die Zaubergräte – Regie: Norbert Speer (Kinderhörspiel – Rundfunk der DDR)
- 1985: Wjatscheslaw Kondratjew: Saschka (Stepanida) – Regie: Peter Groeger (Hörspiel – Rundfunk der DDR)
- 1986: Irina Grekowa/Pawel Lungin: Der Witwendampfer (Jewlampia) – Regie: Ulrich Voß (Hörspiel – Rundfunk der DDR)
- 1986: Jiří Horčička: Fünf Jungen, ein Kater und ein Walfisch (Frau) – Regie: Ulrich Voß (Hörspiel – Rundfunk der DDR)